# Hvedekorn
Hvedekorn (danès: Grains of Wheat) és una revista literària en danès publicada a Copenhaguen, Dinamarca, des de 1920. És una de les publicacions daneses que va millorar el periodisme cultural al país.

## Història i perfil
La revista es va establir l'any 1920 sota el nom de Vild Hvede.
Hvedekorn té la seu a Copenhaguen i és una revista literària, especialitzada en poesia. Les poetes daneses Inger Christensen i Marianne Larsen es troben entre les col·laboradores de la revista. Altres col·laboradors coneguts inclouen Tom Kristensen i Tove Ditlevsen.
Poul Borum, crític i poeta, va exercir com a redactor en cap de Hvedekorn. Un altre redactor en cap va ser Torben Brostrøm. El 1996 Andreas Brøgger es va convertir en el seu redactor en cap.